# Claude Marie-Joseph Blanc
Pour les articles homonymes, voir Blanc (homonymie).
Claude Marie Joseph Blanc dit Leblanc, né le 14 novembre 1753 à Besançon (Doubs) et mort en 1833, est un général français de la révolution et de l’Empire.

## États de service
Il entre en service en 1772, dans la maréchaussée, qu’il quitte en 1774. En 1792, il intègre le 3e bataillon de volontaires du Doubs.
Il est promu général de brigade le 25 septembre 1793, mais il refuse cette promotion.

## Sources
- (en) « Generals Who Served in the French Army during the Period 1789 - 1814: Eberle to Exelmans »
- Cote S.H.A.T. : 8 YD 329